# Seznam madžarskih matematikov
Seznam madžarskih matematikov.

## B
- László Babai (1950 –)
- Béla Bollobás (1943 –)
- János Bolyai (1802 – 1860)
- Raoul Bott (1923 – 2005)

## E
- György Elekes (1949 – 2008)
- Paul Erdős (Erdős Pál) (1913 – 1996) (ZDA)

## F
- Lipót Fejér (1880 – 1959)
- Michael Fekete (1886 – 1957) (madž.-izraelski)
- Peter Frankl (1953 –)

## G
- András Gyárfás (1945 –)
- Ervin Győri (1954 –)

## H
- Alfréd Haar (1885 – 1933)
- Paul Halmos (1916 – 2006) (madžarsko-ameriški)

## K
- Rudolf Emil Kalman/Kálmán (1930 – 2016) (madžarsko-ameriški)
- László Kalmár (1905 – 1976)
- Theodore von Kármán (Szőllőskislaki Kármán Tódor) (madžarsko-nemško-ameriški) (1881 – 1963)
- John George Kemeny (1926 – 1992) (madžarsko-ameriški računalnikar)
- János Kollár (1956 Szőllőskislaki Kármán Tódor) (madžarsko-ameriški)
- Dénes Kőnig (1884 – 1944)
- András Kornai (sin ekonomista Jánosa Kornaija, matematični lingvist)

## L
- Cornelius Lanczos (1893 – 1974)
- Imre Lakatos (1922 – 1974)
- Peter David Lax (1926 – 2025) (ZDA)
- László Lovász (1948 –)

## M
- László Mérő (1949 –)
- Sándor Mikola (1871 – 1945)

## N
- John von Neumann (1903 – 1957)

## O
- Géza Ottlik (1912–1990) ?

## P
- Rózsa Péter (1905 – 1977)
- János Pintz (1950 –)
- George Pólya (1887 – 1985)

## R
- Alfréd Rényi (1921 – 1970)
- Frigyes Riesz (1880 – 1956)
- Marcel Riesz (1886 – 1969)

## S
- Vera T.(urán) Sós (1930 –)
- János Surányi (1918 – 2006)
- Gábor Szegő (Gábor Szegö) (1895 – 1985)
- George Szekeres (1911 – 2005) (madž.-avstral.)
- Esther Szekeres (1910 – 2005) (madž.-avstral.)
- Endre Szemerédi (1940 –)

## T
- Gábor Tardos (1964 –)
- Rezső Tarján (1908 – 1978)
- Pál Turán (1910 – 1976)
- Vera Turán Sós (1930 –)

## V
- András Vasy (1969 – )

## W
- Abraham Wald (1902 – 1950)
- Eugene Paul Wigner (1902 – 1995)
- Aurel Wintner (1903 – 1958)